# Roots Bloody Roots
«Roots Bloody Roots» (с англ. — «Корни кровавые корни») — сингл с шестого альбома Roots бразильской метал-группы Sepultura, выпущенный в феврале 1996 года. Эта песня является одной из самых известных у группы и по сей день её исполняют на концертах на бис. К песне было снято два музыкальных видео, в котором группа находится в катакомбах, а также на улице с племенем перкуссионистов. Это видео можно найти на VHS We Are What We Are, который позже был выпущен на DVD как часть Chaos DVD.
Версия песни исполнения вживую включена в два концертных альбома группы Under a Pale Grey Sky и Live in Sao Paulo. Ещё одна концертная версия песни есть на версии диджипак альбома 2000 года Nation. Бывший фронтмен Sepultura Макс Кавалера также много раз играл эту песню вживую со своими другими группами Soulfly и Cavalera Conspiracy.

## Список композиций
Диск 1 (диджипак)
1. «Roots Bloody Roots»
2. «Procreation (Of the Wicked)» (кавер Celtic Frost)
3. «Refuse/Resist» (live)
4. «Territory» (live)

Диск 2
1. «Roots Bloody Roots»
2. «Procreation (Of the Wicked)» (кавер Celtic Frost)
3. «Propaganda» (live)
4. «Beneath the Remains/Escape to the Void» (live)

7" красный винил
1. «Roots Bloody Roots»
2. «Symptom of the Universe» (кавер Black Sabbath. Он также есть в альбоме-сборнике Blood-Rooted и ограниченном издании альбома Roots)

- Refuse/Resist, Territory, Propaganda, Beneath the Remains/Escape to the Void были записаны вживую в Миннеаполисе, (Миннесота) в марте 1994 года.

## Участники записи
- Макс Кавалера — вокал, ритм-гитара
- Андреас Киссер — соло-гитара, бэк-вокал
- Пауло Пинто — бас-гитара
- Игор Кавалера — барабаны, перкуссия
- Продюсеры — Росс Робинсон и Sepultura

## Позиции в чартах
| Чарт (1996)                                  | Высшая позиция |
| -------------------------------------------- | -------------- |
| Австралия (ARIA)                             | 44             |
| Бельгия/Фландрия (Ultratop 50)               | 31             |
| Финляндия (Suomen virallinen lista)          | 2              |
| Франция (SNEP)                               | 26             |
| Германия (GfK)                               | 42             |
| Ирландия (IRMA)                              | 27             |
| Нидерланды (Single Top 100)                  | 35             |
| Норвегия (VG-lista)                          | 20             |
| Новая Зеландия (Recorded Music NZ)           | 27             |
| Швеция (Sverigetopplistan)                   | 14             |
| Великобритания (The Official Charts Company) | 19             |